# Le Granit
Le Granit – regionalna gmina hrabstwa (MRC) w regionie administracyjnym Estrie prowincji Quebec, w Kanadzie. Stolicą jest miasto Lac-Mégantic. Składa się z 20 gmin: 1 miasta, 14 gmin, 3 parafii i 2 kantonów.
Le Granit ma 22 259 mieszkańców. Język francuski jest językiem ojczystym dla 98,4%, angielski dla 1,2% mieszkańców (2011).